# NGC 223
NGC 223 = IC 44 ist eine Spiralgalaxie mit aktivem Galaxienkern vom Hubble-Typ Sa/P im Sternbild Walfisch südlich der Ekliptik. Sie ist schätzungsweise 243 Millionen Lichtjahre von der Milchstraße entfernt und hat einen Durchmesser von etwa 90.000 Lichtjahren.
Im selben Himmelsareal befinden sich u. a. die Galaxien NGC 196, NGC 197, NGC 201, NGC 219.
Das Objekt wurde am 5. Januar 1853 vom US-amerikanischen Astronomen George Phillips Bond entdeckt; unabhängig davon entdeckte sie außerdem auch der deutsch-dänische Astronom Heinrich Louis d’Arrest am 1. Januar 1862. Später beschrieb sie auch Lewis Swift, ein US-amerikanischer Astronom (21. November 1886).